# Philipose Mar Chrysostom
Philipose Mar Chrysostom (in malayalam: ഫിലിപ്പോസ് മാർ ക്രിസോസ്റ്റം മാർത്തോമ്മ Philippeas Mar Kriseasrraṁ Mārtteām'ma) nato Philip Oommen (Eraviperoor, 27 aprile 1917 – Thiruvalla, 5 maggio 2021) è stato un vescovo cristiano orientale indiano della Chiesa siro-malankarese Mar Thoma.

## Biografia

### Educazione
Nato nell'allora Regno di Travancore parte dell'India britannica nell'odierno stato del Kerala dalla famiglia Adangappurathu Kalamannil che ebbe numerosi preti.
Il padre di Tirumeni era il vicario generale K. E. Oommen, Kalamannil, Adangapurathu, Kumbanad. Sua madre era Sosamma di Nadukke Veettil, Karthikappally.
Ha frequentato le scuole a Maramon, Kozhencherry e Eraviperoor, e si è laureato presso l'Union Christian College di Aluva.
Venne ordinato diacono della Chiesa siro-malankarese Mar Thoma il 1 ° gennaio 1944 e Kasseessa il 3 giugno 1944. Fu ordinato Ramban il 20 maggio 1952.

### Consacrazione
Nel 1950 la Chiesa Mandalam [Sabha Pratinidhi Mandalam] (assemblea rappresentativa) consacrò tre vescovi, tra cui Philip Oommen. Il 23 maggio 1953 Philip Oommen Ramban fu consacrato come Philipose Mar Chrysostom Episcopa. Durante il suo mandato è stato presidente del Consiglio nazionale delle chiese in India e ha partecipato al World Council of Churches di Evanston nel 1954 e ad Uppsala nel 1968. Ha anche partecipato al Concilio Vaticano II.

## Tributi
Nel 2016 il regista indiano Blessy ha fatto un documentario in onore di Philipose lungo ben 72 ore, 100 Years of Chrysostom.